# 阿德拉爾高原

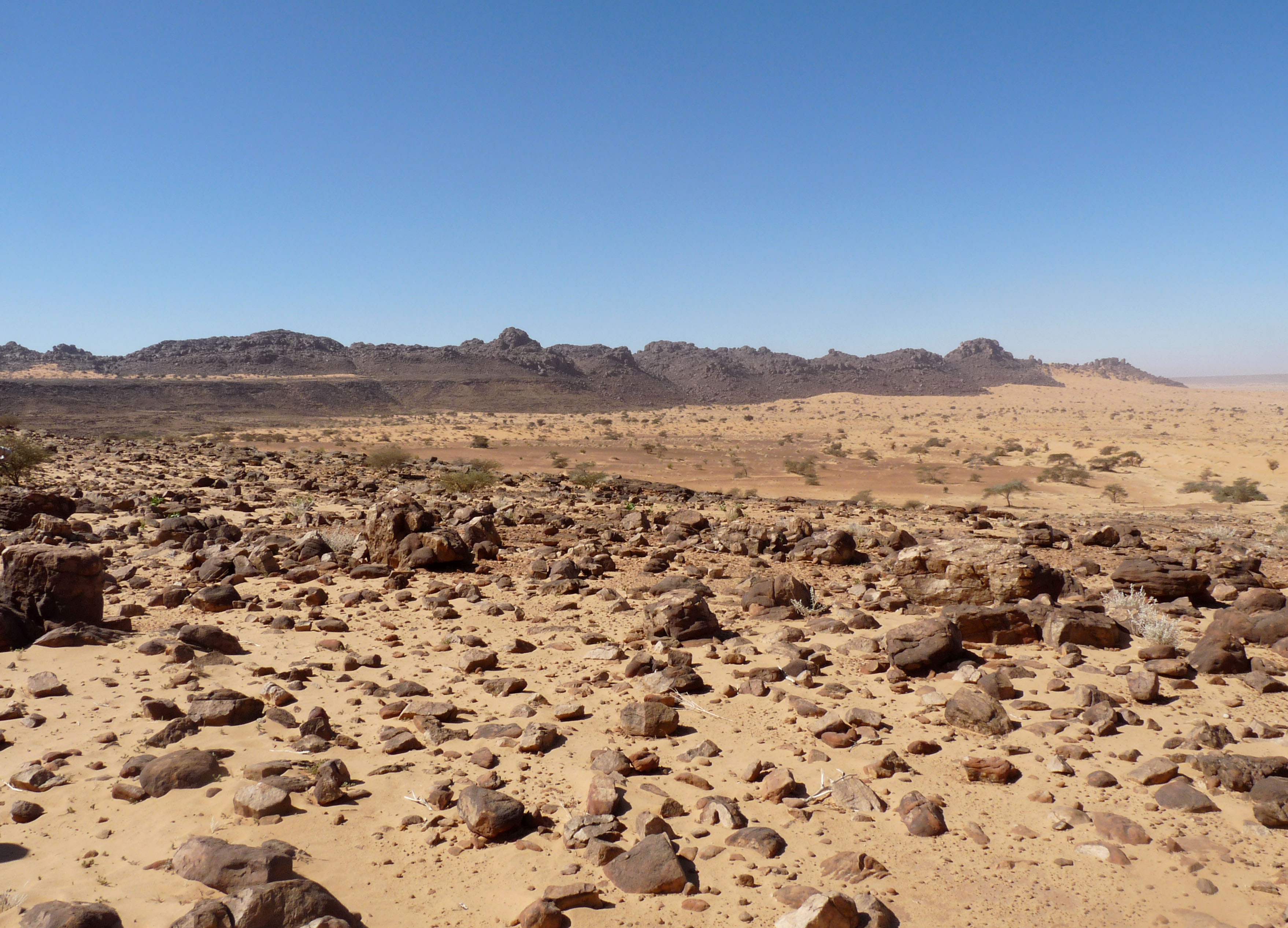

阿德拉爾高原是非洲西部的高地，位於毛里塔尼亞北部的撒哈拉沙漠，以峽谷、礫漠和沙丘聞名，考古研究顯示人類在該高原生活的歷史可追溯至石器時代，最大城市是阿塔爾。
20°24′19″N 13°06′40″W / 20.40528°N 13.11111°W